# Горошків (зупинний пункт)
Горо́шків — пасажирський залізничний зупинний пункт Козятинської дирекції Південно-Західної залізниці.
Розташований біля села Горошків Тетіївського району Київської області на лінії Погребище I — Жашків між станціями Денгофівка (11 км) і Жашків (16 км).

Відкритий 1973 року. Чотири рази на тиждень (крім вівторка, середи та четверга) курсує дизель-поїзд Козятин I — Жашків.

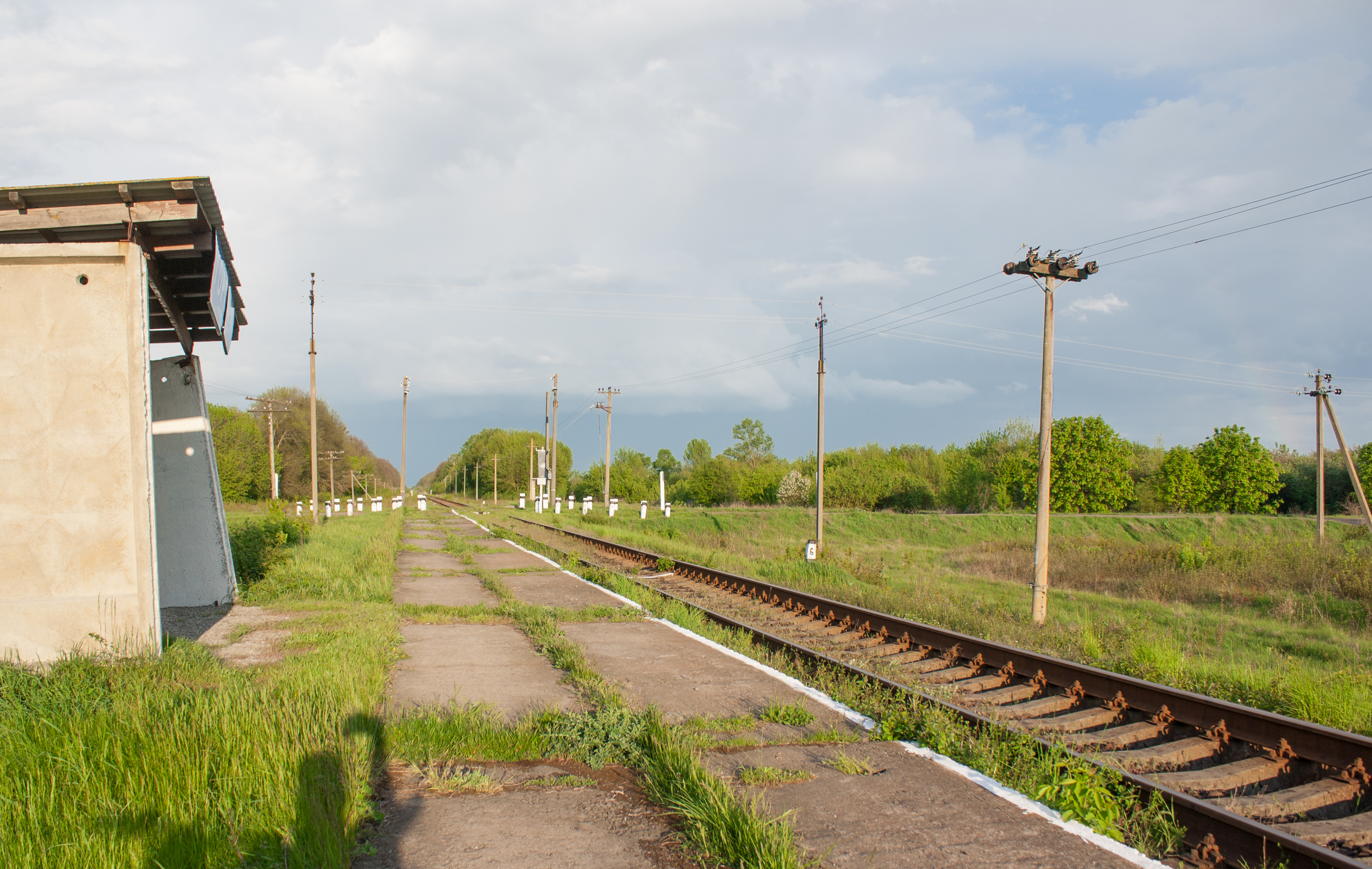
Платформа